# Mussaenda nicobarica
Mussaenda nicobarica är en måreväxtart som beskrevs av Shimpale, S.R.Yadav och Cherukuri Raghavendra Babu. Mussaenda nicobarica ingår i släktet Mussaenda och familjen måreväxter. Inga underarter finns listade i Catalogue of Life.